# Чимпа (Хунедоара)
Чимпа (рум. Cimpa) насеље је у Румунији у округу Хунедоара у општини Петрила. Oпштина се налази на надморској висини од 699 m.

## Становништво
Према подацима из 2011. године у насељу је живело 624 становника.